# Хайнрих (Саксония-Вайсенфелс-Барби)
Вижте пояснителната страница за други личности с името Хайнрих.
Хайнрих фон Саксония-Вайсенфелс (на немски: Heinrich von Sachsen-Weissenfels; „Heinrich zu Barby“; * 29 септември 1657, Хале; † 16 февруари 1728, Барби) от рода на Албертинските Ветини, е херцог на Саксония-Вайсенфелс, граф на Барби (1680 – 1728) и генерал на Курфюрство Саксония.

## Живот
Той е четвъртият син на херцог Август фон Саксония-Вайсенфелс (1614 – 1680) и първата му съпруга Анна Мария фон Мекленбург-Шверин (1627 – 1669), дъщеря на херцог Адолф Фридрих I.
През 1659 г. баща му дава господството Барби, което започва да се нарича „Саксония-Вайсенфелс-Барби“. На 14 февруари 1702 г. той въвежда в Барби задължението момчетата да посещават училище.
Херцог Хайнрих е приет от баща му, който е шеф, в литературното общество „Fruchtbringende Gesellschaft“.
Хайнрих е главнокомандващ в Голямата война против турците (1683 – 1699). При обсадата на Буда (1684/1686) той се отличава заедно с брат му Кристиан.
Хайнрих се жени на 30 март 1686 г. в Десау за принцеса Елизабет Албертина фон Анхалт-Десау (1 май 1665 – 5 октомври 1706), дъщеря на княз Йохан Георг II фон Анхалт-Десау (1627 – 1693) и Хенриета Катарина фон Насау-Орания (1637 – 1708), дъщеря на княз Фредерик Хендрик Орански.
Хайнрих умира на 16 февруари 1728 г. в Барби на 70 години и е погребан в новата фамилна гробница в дворец Барби. Наследен е като херцог от единствения му жив син Георг Албрехт.

## Деца
Хайнрих и Елизабет Албертина имат децата:
- Йохан Август (1687 – 1688)
- Йохан Август (1689 – 1689)
- мъртвородени синове-близнаци (*/† 1690 в Десау)
- Фридрих Хайнрих (1692 – 1711 в Хага)
- Георг Албрехт (1692 – 1739), вторият и последен херцог на Саксония-Вайсенфелс-Барби) (1728 – 1739), женен на 18 февруари 1721 за Августа Луиза фон Вюртемберг-Оелс (1698 – 1739)
- Хенриета Мария (1697 – 1719)
- мъртвородена дъщеря без име (*/† 5 октомври 1706 в Десау)